# Atabaque

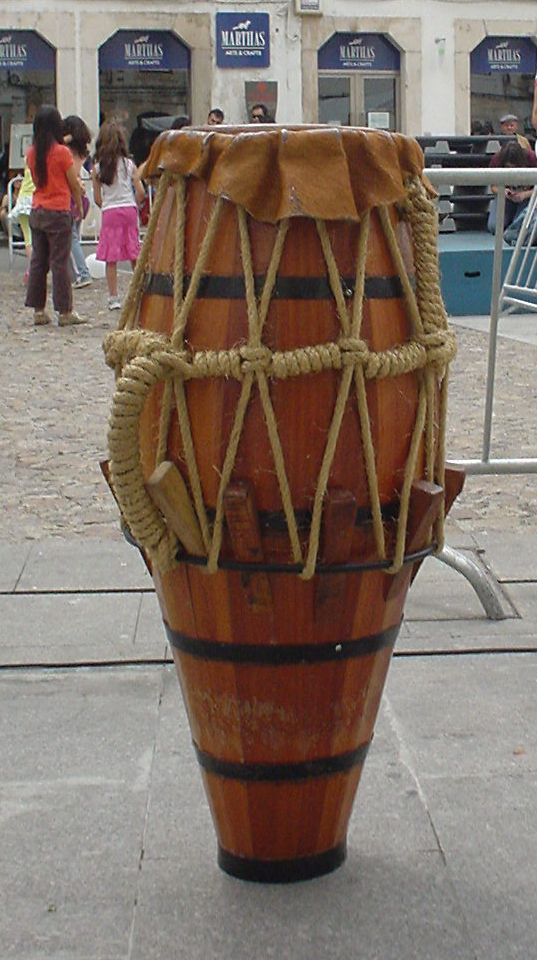
Atabaque

Atabaque bezeichnet eine Gruppe von einfelligen Röhrentrommeln, die in der brasilianischen Musik vor allem im Ritual der afrobrasilianischen Religionen Candomblé, Umbanda und Macumba, in der Begleitung des Kampftanzes Capoeira, in der Samba de roda und Samba de caboclo gespielt werden.
In der Candomblé-Musik wird ein Set aus drei Trommeln verwendet: Die tiefste und größte ist die rum (ca. 120 cm), etwas höher gestimmt ist die rumpi (ca. 90 cm), die höchste und kleinste heißt lê (ca. 70 cm). Die Maße können stark variieren. In den auf die Yoruba zurückgehenden Ritualen heißt die größte Trommel ilú die mittlere bata-cotô und die kleinste Trommel bata.
Ähnlich der conga sind die atabaque fassförmige Röhrentrommeln und werden tatsächlich häufig noch von Fassmachern hergestellt. Allerdings sind sie länglicher, weniger bauchig und verjüngen sich, besonders am unteren Ende, deutlicher als die conga. Wegen der schmalen Kesselöffnung ruhen die atabaque gewöhnlich in einem Ständer und werden dann wegen ihrer Größe im Stehen gespielt. Das Fell (meist aus Ziegenhaut) wurde früher mit einer Schnur-Pflock-Schnürung gestimmt, heute benutzt man meist eine Schraubspannung.
Ob die atabaque als Handtrommel oder mit Holzstöcken gespielt wird, hängt von dem kulturellen Kontext ab, in dem sie zum Einsatz kommt. Am prägnantesten ist wohl das Spiel mit einem dickeren Stock und einer freien Hand auf der Rum, bzw. mit zwei langen, dünnen Stöcken auf rumpi und lê. Diese Spielweise ist charakteristisch für die Musik des Candomblé-Ketu. Alle anderen Stile werden mit den Händen gespielt. Die Technik ist weitgehend mit der Conga-Schlagtechnik identisch, allerdings werden keine geschlossenen, sondern nur offene Slaps gespielt.
Wie die Musik, die auf ihm gespielt wird, ist auch das Instrument selbst afrikanischen Ursprungs. Der arabische Einfluss (im Arabischen ist tabaq, pl. atabaq die Bezeichnung für eine Fasstrommel) und derjenige Portugals ist noch nicht geklärt.

## Literatur

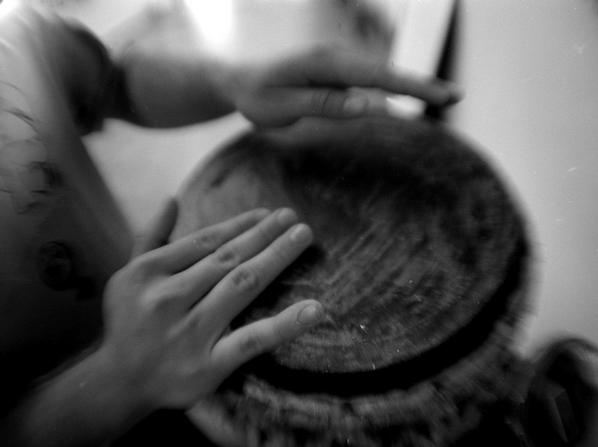
Spielweise